# Canon EOS 20D
Canon EOS 20D — цифровий дзеркальний фотоапарат просунутого аматорського, або напівпрофесійного рівня серії EOS компанії Canon. Вперше анонсований 19 серпня 2004 року. Вийшов на заміну Canon EOS 10D. Наступна модель цього рівня — Canon EOS 30D.

## Особливості порівняно з попередньою моделлюCanon EOS 10D

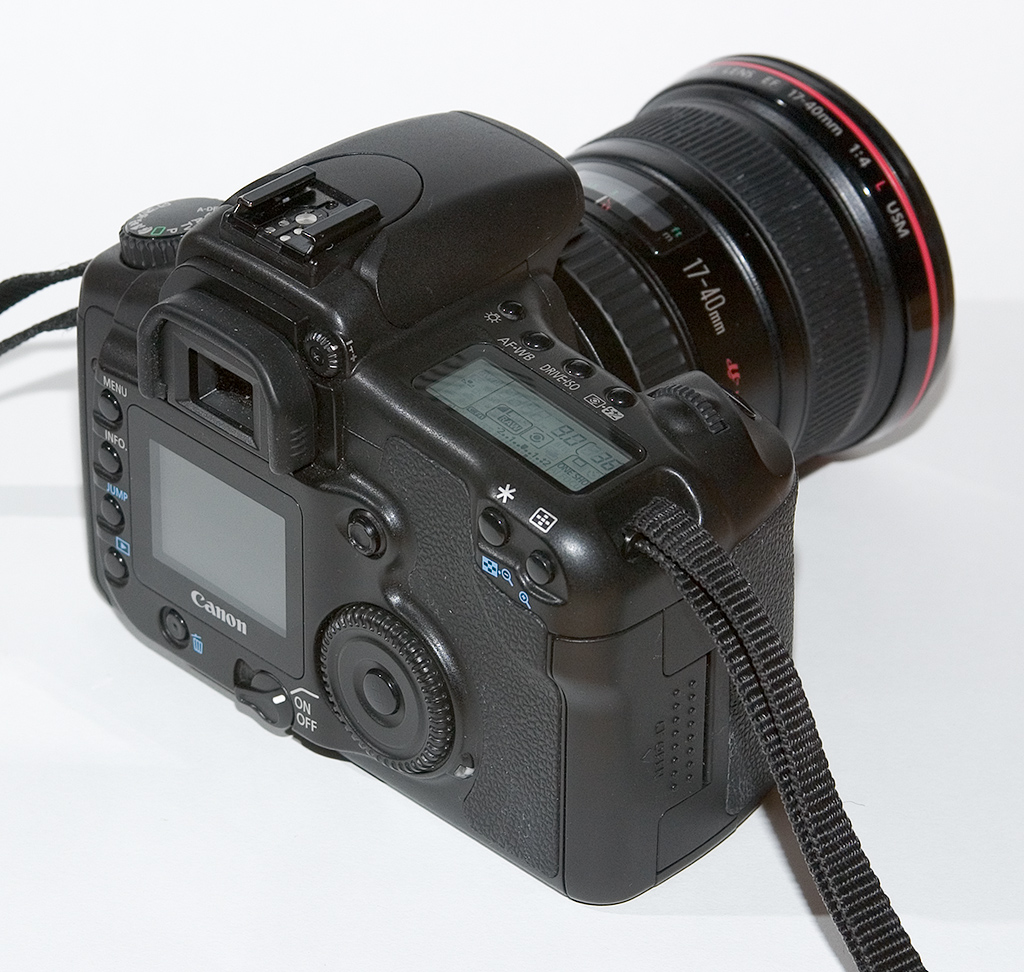
Зворотня сторона камери Canon EOS 20D

20D отримав матрицю в 8,2 мегапікселя (6,3 - в попередника) та новіший процесор Digic II. Також збільшилася кількість кадрів на секунду до 5 (в попередника було лише 3), та буфера до 23 кадрів (6 в форматі RAW). Зросла кількість точок автофокусу 9 проти 7 у попередника. Суттєвою відмінністю стала підтримка об'єктивів EF-S та більш швидкого інтерфейсу обміну даними USB2. Розширився і діапазон витримок до 1/8000 - 30с (1/4000 - 30с у попередника). 
Від попередника залишився такий же діапазон ISO та невеликий 1,8-дюймовий экран.